# 돈 애덤스
돈 애덤스(Don Adams, 1923년 4월 13일 ~ 2005년 9월 25일)는 미국의 영화배우, 텔레비전 배우, 성우, 배우, 각본가, 영화 프로듀서이다.
맨해튼에서 태어났으며 베벌리힐스에서 사망하였다. 사인은 림프종이다.  할리우드 포에버 공동묘지에 매장되었다.

## 영화
- 형사 가제트 크리스마스를 구하다 (1992년)
- 구두를 든 첩보원 (1989년)
- 암흑가의 보스 (1989년)
- 형사 가제트 (1983년)
- 첩보원 실비아 (1980년)
- 사랑의 유람선 (1977년)
- 데이빗 프로스트 쇼 (1969년)
- 겟 스마트 (1965년)
- 언더독 - 시리즈 (1964년)